# Ninox rufa
Coruja-gavião-ruiva ou coruja-ruiva (Ninox rufa) é uma espécie de ave estrigiforme pertencente à família Strigidae que ocorre na Austrália, Papua-Nova Guiné e Indonésia